# Prothoracibidion xanthopterum
Prothoracibidion xanthopterum là một loài bọ cánh cứng trong họ Cerambycidae.